# التاريخ السياسي للمملكة المتحدة (1945–الآن)

ونستون تشرشل يلوح بيده للحشود المتجمعة في ساحة "وايت هول"، لإعلان خبر هزيمة ألمانيا النازية يوم 8 مايو عام 1945

خرجت المملكة المتحدة منتصرة من الحرب العالمية الثانية، وبعد الحرب وصل حزب العمال بقيادة كليمنت أتلي إلى السلطة، ووعد بإنشاء دولة رفاه شاملة، مع العمل على توفير رعاية صحية مجانية لجميع المواطنين البريطانيين. أمَّمت بريطانيا بنك إنجلترا والسكك الحديدية والصناعات الثقيلة والمناجم، ومع ذلك فقد كان الانتعاش الاقتصادي بطيئاً، خصوصاً فيما يتعلق بإعادة الإعمار والإسكان، وقُننت مخصصات الخبز إلى جانب العديد من السلع الضرورية الأخرى. أُطلق على هذه الفترة عصر التقشف، وكانت القروض الأمريكية وخطة مارشال هي التي منعت الاقتصاد البريطاني من الانهيار، في هذه الفترة أيضاً نالت كل من الهند وباكستان وبورما وسيلان استقلالها عن بريطانيا العظمى. تحالفت بريطانيا في هذه الفترة مع الولايات المتحدة، ووقفت في وجه الاتحاد السوفيتي خلال الحرب الباردة وساهمت في تأسيس حلف الناتو عام 1949.
عاد المحافظون إلى السلطة في عام 1951، وقَبلوا معظم الإصلاحات التي قام بها حزب العمال بعد الحرب، لكنهم فرضوا رسوماً جديدة على هيئة الخدمات الصحية الوطنية في عام 1952، بقي حزب المحافظين في السلطة لأكثر من 13 عاماً، كانت فترة انتعاش اقتصادي واستقرار سياسي، ومع ذلك فقد أظهرت أزمة السويس عام 1956 أن بريطانيا لم تعُد قوة عظمى كما كانت في السابق. منحت بريطانيا في هذه الفترة كلًا من غانا وملايو ونيجيريا وكينيا استقلالها عن المملكة المتحدة. عاد حزب العمال إلى السلطة في عهد هارولد ويلسون عام 1964 وأشرف على سلسلة من الإصلاحات الاجتماعية منها: تخفيف التجريم الجزئي للمثلية الجنسية والإجهاض، وتسهيل قوانين الطلاق، وإلغاء عقوبة الإعدام. أعاد إدوارد هيث حزب المحافظين إلى السلطة خلال الفترة من عام 1970 إلى عام 1974، وأشرف على انضمام بريطانيا إلى الاتحاد الاقتصادي الأوروبي، وتعامل مع ذروة المشاكل التي عصفت بأيرلندا الشمالية وأزمة نفط عام 1973 وإضراب عمال المناجم.
عاد حزب العمال إلى السلطة في عام 1974، لكنه واجه سلسلة من الإضرابات التي قامت بها النقابات العمالية خلال شتاء 1978، والتي أصابت البلاد بشلل تام، ففقد حزب العمال الأغلبية البرلمانية، وأُجريت انتخابات عامة في عام 1979 وصلت على أثرها مارغريت تاتشر إلى السلطة لتقود حكومة محافظة لمدة 18 عاماً، حققت تاتشر إنجازات هامة تمثلت بالانتصار على الأرجنتين في حرب الفوكلاند عام 1982، ومعارضة حكومتها لنقابات العمال، واستمرت تاتشر في خصخصة العديد من الشركات المؤممة في بريطانيا مثل بريتيش تيليكوم للاتصالات وشركة بريتش غاز للمحروقات والخطوط الجوية البريطانية وبريتش ستيل للصلب، مع الاحتفاظ بهيئة الخدمات الصحية الوطنية.
أشرف خليفة تاتشر جون ميجر على المشاركة البريطانية الناجحة في حرب الخليج، وعلى الرغم من الركود الاقتصادي، فقد قاد ميجور المحافظين إلى فوز مفاجئ في عام 1992، واستمرت سيطرة المحافظين حتى عام 1997 حين قاد توني بلير حزب العمال لانتصار انتخابي ساحق.
زج بلير بريطانيا في حربي أفغانستان والعراق قبل أن يترك منصبه في عام 2007، وخلفه مستشاره جوردون براون، أدت الأزمة الاقتصادية العالمية بين أعوام 2008 - 2010 إلى هزيمة حزب العمال في انتخابات 2010، لتتشكل حكومة من تحالف ديمقراطي ليبرالي محافظ برئاسة ديفيد كاميرون، وفي يونيو عام 2016 صوتت المملكة المتحدة لصالح مغادرة الاتحاد الأوروبي، ما أدى إلى استقالة كاميرون وتولي تيريزا ماي لرئاسة الحكومة.

## حكومة العمال (1945–51)

### وزارة كليمنت أتلي

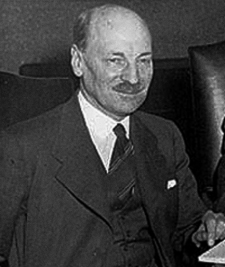
كليمنت أتلي

أعادت انتخابات 1945 حزب العمال إلى السلطة بعد نهاية الحرب العالمية الثانية، وأصبح كليمنت أتلي رئيساً لحكومة المملكة المتحدة، أمَّم الحزب بسرعة القطاعات الاقتصادية الكبيرة، ولا سيما الصناعات التي كانت تشهد تدهوراً حينها، بالإضافة لتأميم بنك إنجلترا والسكك الحديدية ومناجم الفحم والمرافق العامة والصناعات الثقيلة. كانت القضية الأكثر إثارة للجدل هي استيلاء الحكومة على صناعة الحديد والصلب ذات الأرباح الكبيرة (التي عارضها وألغاها المحافظون لاحقاً).

#### الشؤون الخارجية
كانت بريطانيا على وشك الإفلاس بعد الحرب العالمية الثانية على الرغم من القروض والمنح الأمريكية والكندية. قال جون ماينارد كينز إن الحل الوحيد هو خفض الإنفاق على الإمبراطورية البريطانية الواسعة البالغ وقتها نحو 2000 مليون جنيه إسترليني، ولكن كلاً من تشرشل وأتلي رفضا نصيحته وواصلا الإنفاق بشكل كبير. قدمت الولايات المتحدة قرضاً كبيراً مدته 50 عاماً في عام 1946، ومنحت بريطانيا الاستقلال للهند وباكستان في عام 1947، فانخفضت النفقات بشكل حاد، وبدأت أموال خطة مارشال في التدفق على أوروبا في عام 1948، وبحلول عام 1951 كانت الأزمة المالية قد انتهت.
عرفت حكومة حزب العمال الجديدة أن نفقات التدخل البريطاني في جميع أنحاء العالم شكلت عائقاً مالياً كبيراً، فقد كلف الجيش نحو 200 مليون جنيه إسترليني سنوياً، تألف الجيش البريطاني وقتها من 1.3 مليون جندي، وعشرات الأساطيل البحرية المتوزعة في المحيط الأطلسي والبحر الأبيض المتوسط والمحيط الهندي وهونغ كونغ، بالإضافة إلى 120 من أسراب سلاح الجو الملكي. بدأت بريطانيا تتخلص من الأدوار العسكرية التقليدية في أنحاء العالم، ولكن واشنطن أقنعت بريطانيا بتولي أدوار كان بعضها باهظ الثمن منها: إعادة بناء الاقتصاد الأوروبي، ودعم الحكومة المناهضة للشيوعية في اليونان وغيرها.

##### العلاقات الدولية
كانت بريطانيا عضواً مؤسساً في الأمم المتحدة في عام 1945، وفي حلف الناتو في عام 1949. اتخذت بريطانيا موقفاً قوياً ضد الاتحاد السوفييتي في الحرب الباردة في عهد وزير الخارجية إرنست بيفن، وكان التعاون والتنسيق مع الولايات المتحدة في ذروته إلا فيما يتعلق بالأسلحة النووية، فقد أنهى الرئيس الأمريكي هاري ترومان التعاون الأمريكي البريطاني في هذا المجال، وكان على بريطانيا تطوير ترسانتها النووية بنفسها، وهذا ما حدث بالفعل مع أول اختبار لقنبلة نووية بريطانية في عام 1952.

#### الأوضاع المالية
مثّل التمويل الدولي لبريطانيا مشكلة حقيقة، خصوصاً وأن بريطانيا قد استخدمت كل احتياطاتها النقدية واضطرت إلى اقتراض مبالغ كبيرة من الولايات المتحدة ومن صندوق النقد الدولي. قدمت الولايات المتحدة قرضًا بقيمة 3.75 مليار دولار أي ما يعادل 57 مليار دولار أمريكي في عام 2017 بمعدل فائدة منخفض لا يتجاوز 2%، وأقرضت كندا 1.19 مليار دولار أمريكي أي ما يعادل 16 مليار دولار أمريكي في عام 2017، وابتداء من عام 1948 قدمت الولايات المتحدة منحاً بقيمة 3.3 مليار دولار أي ما يعادل 33 مليار دولار أمريكي في عام 2017، جاءت هذه الأموال من خلال خطة مارشال ولم يكن من الضروري سدادها، إلا أن الشرط تمثل في قيام بريطانيا بتحديث إدارة شركاتها الكبرى، وقد سمحت هذه المساعدات لبريطانيا بتوفير الاستهلاك بمستويات مقبولة على الرغم من التقشف، ذهبت 40% من الأموال مقابل الغذاء والتبغ المستورد من الولايات المتحدة، و40% لشراء المواد الخام، والباقي مقابل النفط والآلات.
تسببت الحرب الكورية عام 1950 في نفقات ثقيلة جديدة على الخزينة لتغطية النفقات العسكرية، ما تسبب في انقسام حاد داخل حزب العمال البريطاني وانتصار المحافظين في انتخابات عام 1950.

## حكومة المحافظين (1951–64)

### وزارة أنطوني إيدن (1955–57)

#### أزمة السويس

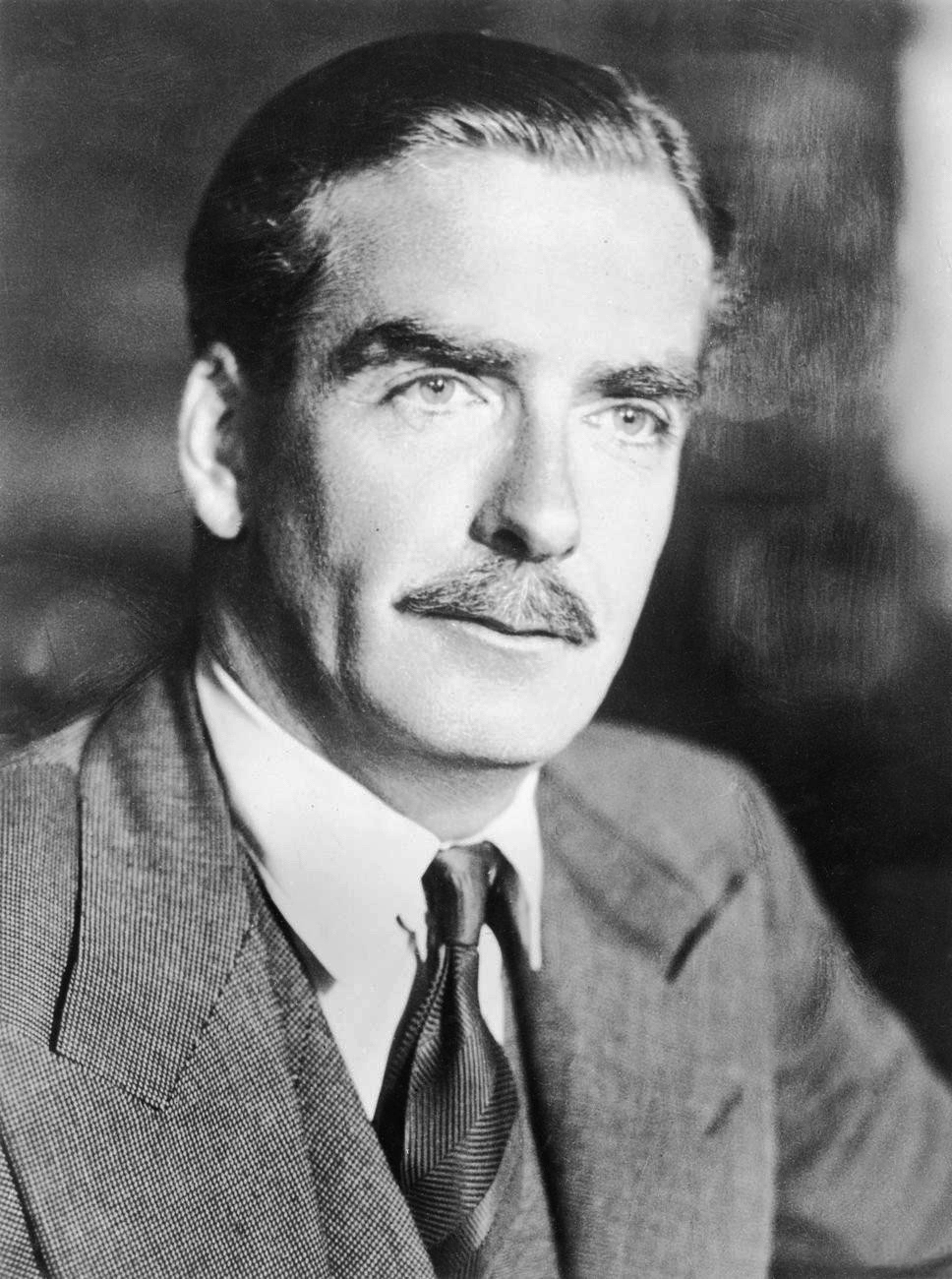
أنطوني إيدن

تقاعد تشرشل في أبريل 1955 وخلفه السير أنطوني إيدن رئيساً للوزراء الذي كان شخصية محبوبة وشعبية بسبب خدمته الطويلة في الجيش ومظهره الجميل وحضوره القوي، دعا إيدن بعد توليه المنصب إلى انتخابات عامة فوراً عزز فيها تفوق المحافظين. ترك إيدن القضايا الداخلية لمساعديه وركز إلى حد كبير على السياسة الخارجية، فشكل تحالفاً وثيقاً مع الرئيس الأمريكي دوايت أيزنهاور.
أمَّم رئيس مصر جمال عبد الناصر في 26 يوليو 1956 شركة قناة السويس، منتهكاً الاتفاقية الدولية التي وقعها مع المملكة المتحدة في عام 1954، إذ كانت قناة السويس مملوكة لبريطانيا وتحت سيطرتها المباشرة منذ عام 1875. نظر إيدن لجمال عبد الناصر على أنه موسوليني آخر لا بد من إيقافه عند حده لمخالفته للاتفاق الذي أمضلى عليه، وفي نوفمبر 1956 بعد أشهر من المفاوضات الفاشلة غزَتْ بريطانيا وفرنسا وإسرائيل مصرَ، فاحتُلت منطقة قناة السويس.
حذرلرئيس الولايات المتحدة أيزنهاور إيدن من غزو مصر، قائلاً بأن الشعب الأمريكي لن يوافق أبداً على حل عسكري للأزمة، وهدد باستخدام الضغوط المالية إذا لم تنسحب بريطانيا من مصر. اضطر إيدن للرضوخ للضغوط الأمريكية للانسحاب من قناة السويس، رغم معارضة وزارة الخارجية ومكتب علاقات الكومنولث والمكتب الاستعماري، بعد أزمة السويس بدأت الحكومة البريطانية تبدي اهتماماً أكبر بتحذيرات وزارة الخزانة حول تأثير الإنفاق الدفاعي المرتفع على الاقتصاد، والنمو البطيء للاقتصاد البريطاني مقارنة بالولايات المتحدة والاتحاد السوفيتي.
يعتقد المؤرخون أن أزمة السويس كانت القشة التي قصمت ظهر البعير وأدت لنهاية دور بريطانيا باعتبارها قوة عظمى في العالم، وحدّت من قدرتها على التصرف والسيطرة على الشؤون الدولية بمفردها دون مساعدة أو تحالف.